# Human Help Network
Human Help Network e. V. (kurz: HHN) ist eine deutsche, international tätige Hilfsorganisation, die das Ziel hat, die Lebensumstände und Zukunftsperspektiven benachteiligter Kinder weltweit nachhaltig zu verbessern.
Der Verein wurde 1990 gegründet und ist eine Nichtregierungsorganisation (NGO), die sich über Spenden und zum Teil über öffentliche Zuschüsse finanziert. Die Organisation unterstützt nachhaltige Projekte der Entwicklungszusammenarbeit und den Kampf gegen Ausbeutung, Handel und Missbrauch benachteiligter Kinder in mehr als zehn Ländern.
Der Verein betreibt ein weltweites Kinderhilfs-Netzwerk. Die Organisation arbeitet auf der Basis eines internationalen Geflechts aus Partnern und Unterstützern. Mehr als 800 Mitglieder und mehrere Tausend Spender ermöglichen die Finanzierung und Durchführung der weltweiten Unterstützung hilfsbedürftiger Kinder und Jugendlicher.
Partnerorganisationen sind Strive Foundation Rwanda (SFR) und Human Help Network Foundation Thailand sowie eine große Zahl von weiteren Organisationen und Projekten, die von Human Help Network unterstützt werden. Maßgeblich unterstützt wird Human Help Network  von seinem festen Projektpartner Aktion Tagwerk.

## Geschichte
Ewald Dietrich gründete den Verein am 13. März 1990 in Mainz. Dietrich finanzierte die Vereinsgründung und das erste Projekt, das Straßenkinderzentrum INTIGANDA in Butare, Ruanda, aus den Einnahmen eines Puppentheaters. Das Projekt wurde ein Jahr später mit dem Ziel eingeweiht, ruandischen Straßenkindern Bildung und alltägliche Unterstützung anzubieten.
Im Jahr 1992 kam als zweites Projekt das Waisenhaus Pattaya Orphanage in Thailand hinzu.
In den darauf folgenden Jahren etablierte der Verein eine Partnerschaft mit den Salesianern Don Boscos, die mit dem Centre des Jeunes de Gatenga, einem Kinder- und Jugendzentrum mit Bildungseinrichtungen in Kigali, Ruanda, begann und seitdem in weiteren Projekten fortgesetzt worden ist.
In den Jahren zwischen 1994 und 1997 unterstützte Human Help Network die Flüchtlinge des Genozids in Ruanda. Die Aktion Go for Ruanda, bei der Schüler an einem Spendenmarsch für das vom Bürgerkrieg geschüttelte Land teilnahmen, wurde zum ersten Mal an allen Mainzer Schulen durchgeführt. Aus der Aktion entstand später der Verein Aktion Tagwerk, der bis heute eng mit Human Help Network kooperiert.
Ab 1998 engagierte sich Human Help Network in weiteren Ländern. In Zusammenarbeit mit den Salesianern Don Boscos und dem Verein Jugend Dritte Welt wurden Partnerprojekte unter anderem in Nigeria, Burundi, Angola, dem Sudan und Indien auf- und ausgebaut.
Als 1999 der Kosovokrieg für eine massive innereuropäische Flüchtlingsbewegung sorgte, unterstützte Human Help Network zusammen mit der Allgemeinen Zeitung Mainz und dem SWR ein Flüchtlingscamp in Tirana, Albanien, mit über 1.500 Menschen. Im darauf folgenden Jahr wurde Hilfe für die Opfer der verheerenden Überschwemmungen in Mosambik organisiert. Auch hier handelte Human Help Network in Zusammenarbeit mit den Salesianern Don Boscos, der Allgemeinen Zeitung Mainz und mit der Lufthansa Help Alliance.
Im Jahr 2001 begann der Verein die Initiative „Räder für Ruanda“, die Jungen und Mädchen in Ruanda die Ausbildung zu Fahrradmechanikern ermöglichen sollte.
Zwischen 2002 und 2004 initiierte die Organisation Projekte, wie die Spende alter D-Mark-Münzen nach der Einführung des Euro oder die Koordination der Flutopferhilfe des Landes Rheinland-Pfalz nach dem Tsunami vom 26. Dezember 2004.
2006 wurde in Ruanda die Organisation Human Help Network Rwanda gegründet, im Jahr 2008 folgte diesem Beispiel die Organisation Human Help Network Foundation Thailand.

## Weltweite Aktivitäten

### Human Help Network in Deutschland
Human Help Network hat seinen Sitz in Deutschland unterhalb des Kästrichs in Mainz-Altstadt. Von dort werden alle Aktivitäten koordiniert. Human Help Network arbeitet in Deutschland eng mit dem Verein Aktion Tagwerk zusammen, mit Sitz ebenfalls in Mainz. Ehrenamtlicher Vorsitzender von Human Help Network Deutschland ist Ewald Dietrich.
Seit 2013 verwaltet der Verein die Treuhandstiftung Tapfere Kinder, die zum Ziel hat, die Lebenschancen und Lebensqualität junger sozial benachteiligter Menschen nachhaltig zu verbessern. Mit den Mitteln der Stiftung Tapfere Kinder werden zu gleichen Teilen Kinder und Jugendliche in Deutschland sowie in Thailand unterstützt. Schirmherr der Initiative ist Reiner Calmund.
Seit 2013 organisiert der Verein die jährlich stattfindende Benefizwanderung 24 Stunden von Rheinland-Pfalz rund um die Hunsrück Schiefer- und Burgenstraße.

### Human Help Network in Ruanda
2006 wurde in Kigali, der Hauptstadt Ruandas, Human Help Network Ruanda gegründet. Vier Jahre später begann ein Fusionsprozess mit der lokalen ruandischen Organisation Strive Foundation Rwanda (SFR). Seit 2015 ist Strive Foundation Rwanda selbstständiger Rechtsträger aller Projekte von Human Help Network in Ruanda. Betreut und unterstützt werden verschiedene lokale Einrichtungen.  Hierzu gehören die Unterstützung von Kinderhaushalten, Straßenkindern und allein erziehenden Müttern sowie die finanzielle Förderung von Stipendien und Schulen.
Da viele Kinder beim Genozid in Ruanda beide Elternteile verloren haben, gibt es eine beträchtliche Zahl von sogenannten Kinderfamilien; dies sind Geschwister, die ganz alleine auf sich gestellt aufwachsen und ihren Lebensalltag selbst organisieren müssen. Human Help Network setzt sich dafür ein, die Kinderfamilien  zusammenzuhalten, und hilft ihnen, ihren Alltag zu bewältigen. Sie erhalten Rat zur Erwirtschaftung eigener Einkommen und psychologische Unterstützung. Durch die Finanzierung von Schulmaterialien und -uniformen soll ihnen eine normale Schulbildung ermöglicht werden. Die Kinderhaushalte werden zu Gemeinschaften zusammengeführt, um gegenseitige Unterstützung und eine nachhaltige Entwicklung in Richtung Eigenständigkeit zu fördern.
Der Verein betreibt zwei Straßenkinderzentren in Kigali City und im Nyamagabe District. Die Straßenkinder werden in ihrer Schullaufbahn finanziell unterstützt und erhalten psychologische Hilfe. Die Reintegration in familiäre Strukturen und Bildungseinrichtungen wird gefördert und es werden Ausbildungs- und Trainingseinrichtungen zur Verfügung gestellt, um Kindern ohne Schulabschluss eine berufliche Perspektive zu vermitteln.
Des Weiteren wird vom Verein eine Initiative für alleinerziehende Mütter in Huye unterstützt, die den Müttern die Möglichkeit zur Arbeit und selbstständigen Versorgung ihrer Kinder bieten soll.

### Human Help Network Foundation in Thailand

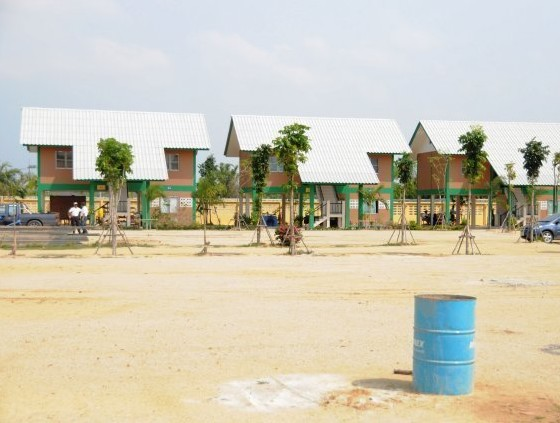
Child Protection and Developement Center (CPDC) in Pattaya, Thailand

Seit 1992 unterstützt Human Help Network ein Kinderschutzprogramm in Thailand. 2008 wurde die NGO Human Help Network Foundation Thailand (HHNFT) unter thailändischem Recht gegründet und engagiert sich seither dort im Kampf gegen Kinderhandel und Kinderprostitution. Mit Sitz in Pattaya, einem von Thailands Brennpunkten im Bezug auf Kinderprostitution, geht die Human Help Network Foundation gezielt gegen Ausbeutung und Handel von Straßenkindern vor. Die Organisation betreibt ein Kinderschutzzentrum außerhalb der Innenstadt, das Straßenkindern die Möglichkeit bietet, geschützt in einer Gemeinschaft aufzuwachsen und eine Schulbildung zu erhalten. Ein Drop-in-Center im Zentrum von Pattaya dient Straßenkindern als Anlaufstelle für Beratung, Essen und eine Schlafgelegenheit. Human Help Network Foundation Thailand unterstützt ebenfalls die Aufklärungs- und Präventionsarbeit für junge Menschen, vor allem in den Slums von Pattaya.
Seit 1992 unterstützt Human Help Network Deutschland ein Waisenhaus und eine Taubstummenschule in Pattaya, eine Aufgabe, die Human Help Network Foundation Thailand seit 2008 mit eigenem Büro auf dem Gelände des Waisenhauses weiterführt.

### Liste der Projektländer (Stand 2019)
Quelle:
- Burundi (Partner: Salesianer Don Boscos, Fondation Stamm)
- Deutschland (Partner: Stiftung Tapfere Kinder)
- Ruanda (Partner: Human Help Network Ruanda, Salesianer Don Boscos + Jumelage Rheinland-Pfalz & Ruanda, City of Kigali)
- Südsudan (Partner: Friedensdorf Kuron, Südsudan)
- Thailand (Partner: Human Help Network Foundation Thailand)
- Uganda (Partner: Salesianer Don Boscos)

## Auszeichnungen
Seit 1995 wurde Human Help Network jährlich mit dem DZI-Spendensigel ausgezeichnet, das vom Deutschen Zentralinstitut für soziale Fragen an Organisationen verliehen wird, wenn eine sparsame und satzungsgemäße Verwendung der Spendengelder nachgewiesen werden kann.